# Combate de El Bodón
O Combate de El Bodón foi travado no dia 25 de Setembro de 1811, entre forças francesas sob o comando do Marechal Marmont e as forças anglo-lusas sob comando do Tenente-General Wellesley. Trata-se de uma acção militar que se enquadra no bloqueio à Praça de Ciudad Rodrigo levado a cabo pelas tropas anglo-lusas. Estas foram obrigadas a retirar para a fronteira entre Portugal e Espanha. Não se trata de um combate importante mas enquadra-se num conjunto de acontecimentos que dão uma ideia das dificuldades enfrentadas por Wellington para criar condições para avançar em território espanhol.

## Antecedentes
Após as batalhas de Fuentes de Oñoro (3-5 de Maio de 1811) e de Albuera (16 de Maio de 1811), o exército anglo-luso retomou o cerco da Praça de Badajoz (ver o artigo: Cercos de Badajoz na Guerra Peninsular) mas a contra-ofensiva francesa obrigou a uma retirada para posições na região de Elvas. Marmont manteve as suas divisões numa posição central, com o seu quartel-general em Navalmoral, Espanha, podendo assim deslocá-las com maior facilidade em direcção a Badajoz ou a Ciudad Rodrigo. Durante dez semanas em que se manteve nessas posições, aproveitou para reorganizar, recompletar e reabastecer o seu Armée de Portugal (em Português: Exército de Portugal), como era designado o seu Exército que herdara de Massena, que ainda neste ano sofrera grandes danos, tanto na retirada de Portugal, no fim da terceira invasão francesa, como na Batalha de Fuentes de Oñoro.
Wellington necessitava de garantir a posse de ambas as praças, Badajoz e Ciudad Rodrigo, para poder dominar as duas principais rotas de invasão. De qualquer forma seria difícil executar operações de envergadura enquanto não dispusesse do apoio dos exércitos espanhóis. Porque ainda não dispunha deste apoio, ao comunicar a decisão de tentar uma acção contra Ciudad Rodrigo, advertiu que poderia ser obrigado a abandonar essa operação se a reacção francesa fosse suficientemente forte pois não poderia contar com os reforços vindos da Estremadura onde o General Hill, com cerca de 16.000 homens, vigiava Badajoz e as tropas de d'Erlon que apoiavam aquela praça.
Wellington decidiu uma acção sobre Ciudad Rodrigo em vez de retomar o cerco de Badajoz por três razões:
- A Norte, teria o apoio das Milícias portuguesas para desencadearem operações subsidiárias;
- O terreno era mais favorável porque, sendo montanhoso, poderia, se necessário, ocupar boas posições defensivas e onde a cavalaria francesa, superior à sua, teria muito menos utilidade;
- Ao actuar a Norte, atrairia para aí o exército de Marmont e, desta forma, separava-o de Soult (Comandante do Exército da Andaluzia)o que permitiria manter afastados os dois principais exércitos franceses (O Exército do Norte, apesar de numeroso, podia libertar menos forças para apoiar Marmont).

Perante um inimigo mais forte e também porque não dispunha ainda do seu trem de cerco (artilharia e equipamentos de engenharia), Wellington teve de limitar as operações a uma acção de bloqueio que foi iniciada em Agosto de 1811. No dia 11 deste mês, Wellington fez um reconhecimento às muralhas da cidade e o bloqueio foi iniciado, com o único objectivo de impedir a entrada de abastecimentos na praça. No dia 12 de Agosto, o seu quartel-general estava a funcionar em Fuenteguinaldo. As forças não empenhadas no bloqueio estavam acantonadas mais à retaguarda.
O facto de as comunicações entre Ciudad Rodrigo e Salamanca terem sido cortadas pelas forças de bloqueio não provocou qualquer reacção da parte dos Franceses. Ciudad Rodrigo tinha sido abastecida dois dias antes de ser iniciado o bloqueio e dispunha de provisões até ao início de Outubro. Uma carta interceptada no dia 16 de Setembro informava que um comboio de abastecimentos estava pronto a sair de Salamanca no dia 21. Outros despachos interceptados também deixavam claro que o Exército do Norte e o Exército de Portugal iriam reunir forças e, desta forma, obter uma importante superioridade numérica. Wellington estava determinado a não se afastar de Ciudad Rodrigo mais do que o necessário para preservar as suas forças. Não tendo condições para lutar em campo aberto, estava preparado para se defender na orla das montanhas. Para isso tinha já posições preparadas em Fuenteguinaldo, onde o terreno começava a ser irregular, e também mais à retaguarda, entre Rendo e Alfaiates, frente ao Sabugal.

## O campo de batalha
El Bodón (ver mapa) é uma povoação que se situa a Sudoeste de Ciudade Rodrigo, a cerca de 15 km, no planalto que rodeia aquela cidade. À sua volta, a Este, Sul e Oeste, o terreno eleva-se sobre o planalto de Ciudad Rodrigo e oferece uma posição dominante para quem o ocupa. Por El Bodón passa a estrada que liga Ciudad Rodrigo a Fuenteguinaldo.

## As forças em presença

### O Exército Aliado
Wellington dispunha de cerca de 46.000 homens dos quais 17.000 eram Portugueses. A sua cavalaria, que incluía 900 Portugueses, tinha um total de 3.100 sabres. Charles Oman afirma que os efectivos poderiam ser mais elevados se não estivessem tantos homens doentes e apresenta o exemplo dos batalhões que desembarcaram em Lisboa, em Junho, com 700 a 800 homens e, embora não tivessem sido sujeitos a marchas violentas, em Setembro estavam reduzidos a 400 ou 500 (no dia 15 de Setembro, o 40th Foot tinha um efectivo de 791 homens dos quais 513 se encontravam doentes). Em caso de necessidade, Wellington podia reunir as seguintes unidades :
- 1ª Divisão de Infantaria, sob o comando do Tenente-General Sir Thomas Graham, em Caprio de Azaba, com 4.926 homens;
- 3ª Divisão de Infantaria, sob o comando do Tenente-General Sir Thomas Picton, era formada por três brigadas, sendo uma portuguesa, e tinha um efectivo de 5.277 homens:

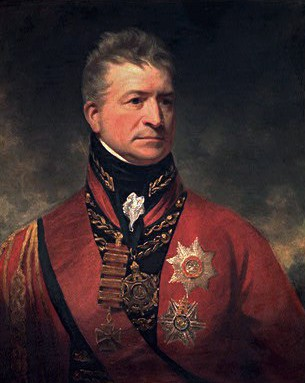
Retrato do Tenente general Sir Thomas Picton, comandante da 3ª Divisão britânica, por Sir Thomas Lawrence

♦ Brigada A, sob comando interino  do Tenente-coronel Wallace (de 1 de Julho a 31 de Outubro, em substitução de Mackinnon), com um efectivo de 2.141 homens; era formada pelos 1/45th, 1/74th, 1/88th e 3 companhias do 5/60th;
♦ Brigada B, sob comando do Major-general Colville, com um efectivo de 1.847 homens; era formada pelos 2/5th, 77th, 2/83th e 94th;
♦ 1ª Brigada Portuguesa, sob o comando do Brigadeiro Luís Inácio Xavier Palmeirim (COSTA, p. 90 e 91) e era constituída pelo Regimento de Infantaria de Linha 9 (RI 9), sob o comando do Tenente-Coronel Charles Sutton (1º e 2º batalhão) e pelo regimento de Infantaria 21 (RI 21), sob o comando do Coronel José Joaquim Champalimaud (1º e 2º batalhão).
- 4ª divisão, em Fuenteguinaldo, com 6.483 homens.
- 5ª Divisão, nas passagens da Serra de Gata, com 5.005 homens.
- 6ª Divisão, junto ao Rio Azaba, com 5.687 homens.
- 7ª Divisão, entre o Sabugal e Fuenteguinaldo, com 5.102 homens.
- Divisão Ligeira, na região de Martiago, com  4.200 homens.
- O Corpo[15] de cavalaria, sob o comando do Major-General Stapleton Cotton, com um total de 4.026 sabres organizados em seis brigadas. A Brigada de Alten compreendia 790 sabres – 11th Light Dragoons e 1st Hussards (KGL).
- O corpo de artilharia era constituído por três baterias de artilharia a cavalo britânicas e oito baterias de artilharia de campanha, sendo uma da KGL e cinco portuguesas.

### O Exército Francês
As tropas francesas presentes na região, para além da guarnição de Ciudad Rodrigo, pertenciam ao exército do Marechal Marmont (Exército de Portugal) e ao General Dorsenne (Exército do Norte). Os efectivos presentes destes dois exércitos somavam cerca de 56.500 homens, sendo 27.500 de Marmont e 29.000 de Dorsenne.

#### OExército de Portugal
Esta força, que o Marechal Marmont herdou de Massena, estava organizada em seis divisões de infantaria, um corpo de cavalaria ligeira e dragões. No total eram 32.467 homens de infantaria, 3341 de cavalaria e 2.875 de artilharia, trens, engenharia, etc. A sua composição era a seguinte:
- Divisão Foy, com doze batalhões de infantaria, 5.541 baionetas;
- Divisão Clausel, com doze batalhões de infantaria, 6.501 baionetas;
- Divisão Ferey, com onze batalhões de infantaria, 5.072 baionetas;
- Divisão Sarrut, com nove batalhões de infantaria, 4.922 baionetas;
- Divisão Maucune, com doze batalhões de infantaria, 5.049 baionetas;
- Divisão Brennier, com nove batalhões de infantaria, 5.332 baionetas;
- Brigada de Cavalaria Ligeira de Lamotte, com quatro regimentos, 1º e 3º regimentos de Hussardos e 15º e 22º Regimentos de Chasseurs, 613 sabres[17];
- Brigada de Cavalaria Ligeira de Fournier, com três regimentos, 701 sabres (OMAN, p. 564);

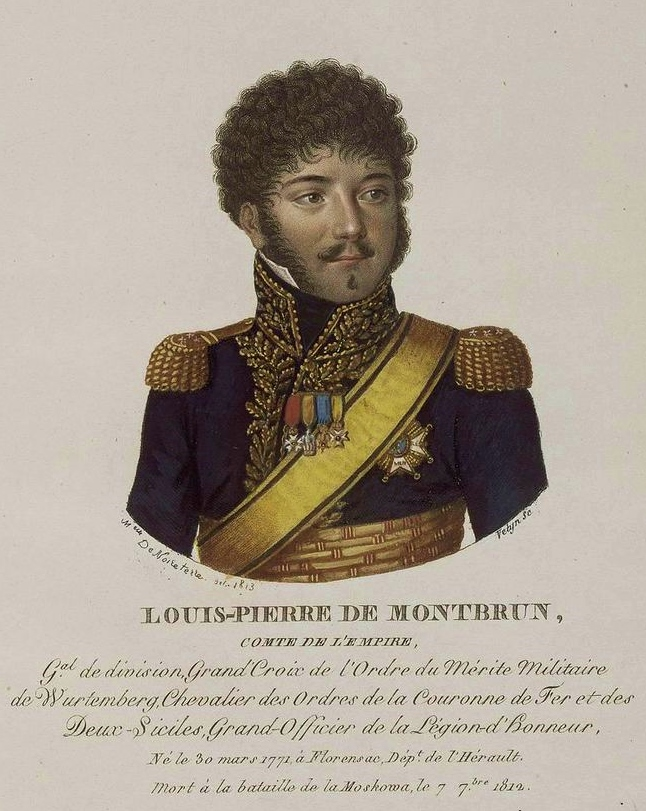
Retrato do General de Divisão Louis-Pierre de Montbrun, comandante da Divisão de Dragões do Exército de Marmont (Armée du Portugal)

- Divisão de Dragões de Monbrun, com sete regimentos (3º, 6º, 8º, 10º, 11º, 15º e 25º regimentos de dragões), 1.463 sabres, organizados em duas brigadas.

#### OExército do Norte
O exército sob o comando do General Dorsenne era o maior exército francês em Espanha (em 15 de Julho tinha 88.442 homens prontos para o serviço). No entanto, a maior parte destas forças tinham o encargo de guarnecer um conjunto de praças no Norte de Espanha em que era obrigado a empenhar muitos efectivos. Para o apoio dado ao Exército de Portugal foram empenhados 27.000 homens de infantaria e 2.000 de cavalaria. 

## O combate
Uma força militar francesa constituída por tropas do Exército de Portugal e do Exército do Norte aproximou-se de Ciudad Rodrigo para garantir a entrada dos abastecimentos e afastar as forças de bloqueio. A sua cavalaria, que constituía a Guarda avançada, estabeleceu contacto com aquela cidade no dia 23 de Setembro. A infantaria apareceu no dia seguinte. Os Corpos de cavalaria britânica que ainda se encontravam a Norte do Rio Águeda retiraram para Sul deixando aberta a estrada para Salamanca. Ao mesmo tempo, as 1ª e 6ª Divisões britânicas avançaram para a região de Caprio de Azaba (ou Azaba) a cobrir a estrada para Almeida. Wellington e a 4ª Divisão encontravam-se em Fuenteguinaldo e a 3ª Divisão estava dividida por Pastores e El Bodón. A Divisão Ligeira tinha o seu quartel-general em Martiago. À frente destas forças foi montada uma cortina de cavalaria disposta da seguinte forma:
- Divisão de cavalaria portuguesa sob o comando de Madden, ao longo da linha do baixo Águeda;
- Brigada de Anson, ao longo da linha do Azaba, sobre a estrada de Carpio;
- Brigada de Alten, ao longo do Águeda superior, desde Carpio até perto de Pastores.

Como se pode ver, o exército de Wellington estava muito disperso pois ele não acreditava que os Franceses avançassem para além de Ciudad Rodrigo. De qualquer forma, o seu dispositivo era perigoso porque as tropas francesas podiam com facilidade entrar nos intervalos entre as unidades dos Aliados e dificultar ou mesmo impedir a sua reunião em Fuenteguinaldo. Os Franceses iniciaram o reconhecimento das posições das tropas anglo-lusas e, a Norte, em Caprio, verificaram-se alguns combates sem consequências de maior mas, onde se encontrava a 3ª Divisão britânica, a situação foi mais perigosa.

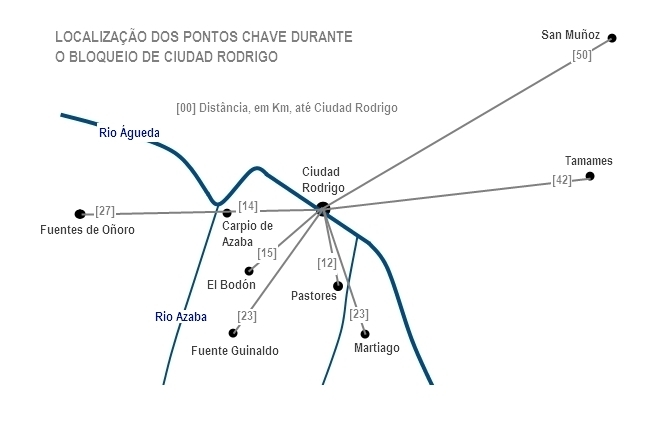
Zona de acção das forças envolvidas no bloqueio de Ciudad Rodrigo

Montbrun reconheceu a estrada em direcção a Fuenteguinaldo. A sua coluna era formada pelas suas Brigadas de Dragões e as Brigadas de Cavalaria Ligeira de Lamotte e de Fournier.  Logo que atravessou o Rio Águeda, esta força entrou em contacto com a Brigada de Cavalaria de Alten que não conseguiu fazer parar os cavaleiros franceses. Estes, ao avançarem, ficaram no meio das forças da 3ª Divisão que se encontrava estendida numa frente de cerca de 10 km. Parte da Brigada A desta Divisão (1/74th e as três Companhias do 5/60th) estavam posicionadas em Pastores. As restantes unidades desta Brigada encontravam-se em El Bodón, quase 5 km a Sudoeste. A brigada B e a Brigada Portuguesa encontravam-se igualmente divididas: o 2/5th, o 77th e o RI 21 encontravam-se ao centro, no terreno elevado por onde passava a estrada que ligava Ciudad Rodrigo a Fuenteguinaldo. Na ala esquerda da Divisão, para Noroeste, encontravam-se o 94th, o 2/83rd  e o RI 9. Os cinco esquadrões da Brigada de Alten encontravam-se ao centro perto do 2/5th e do 77th. Com eles encontravam-se duas baterias portuguesas sob o comando do Major V. von Arentschildt.
O Marechal Marmont suspeitou que Wellington teria forças de reserva colocadas nas proximidades, para além daqueles Corpos dispersos. Se havia Infantaria tão perto de Ciudad Rodrigo era porque existiam forças em apoio. Faltava saber qual o seu efectivo e qual a sua posição. Assim, deu ordem a Montbrun para a execução de um reconhecimento em força com o objectivo de descobrir a força e posição dos Aliados.
Montbrun atacou na direcção da estrada para Fuenteguinaldo, onde se encontravam o 2/5th, o 77th, o RI 21 mais à retaguarda em apoio, e a Artilharia de Arentschildt. A Cavalaria de Alten cobria o flanco direito desta força. Estas unidades tinham recebido ordens para manterem as posições tanto tempo quanto possível a fim de apoiarem a retirada dos batalhões colocados em Pastores e El Bodón. Os combates duraram mais de uma hora. Montbrun avançou com três colunas, cada uma formada por uma Brigada, e manteve uma quarta Brigada em reserva. O combate foi renhido ao longo de toda a linha. Os esquadrões de cavalaria de Alten executaram uma defesa que consistiu numa série de cargas parciais nas quais um ou mais dos esquadrões batiam a frente da força atacante e então recuavam para o abrigo da linha defensiva. Os Franceses lançaram cerca de 40 ataques sem nunca conseguirem atingir a linha de alturas. Cada um dos esquadrões dos Aliados carregou oito ou nove vezes sobre os Franceses.
Entretanto, no local onde se encontrava a artilharia portuguesa, uma Brigada francesa conseguiu atingir as bocas de fogo e capturar quatro delas, apesar das baixas provocadas pelas munições antipessoal disparadas a curta distância e de os artilheiros terem mantido as posições até ao último momento. Perto da artilharia encontrava-se o 2/5th, sob o comando do Major Ridge que dirigiu um contra-ataque do qual resultou o recuo dos dragões franceses e a recuperação das bocas de fogo da artilharia.
Os Franceses, por fim, desistiram do ataque frontal. Montbrun mandou avançar uma das suas Brigadas pelo espaço entre o local onde se tinham travado os combates e a Posição de El Bodón. As tropas que se encontravam nesta última povoação (1/45th e 1/88th, da 3ª Divisão) e as tinham sido destacadas para Pastores (1/74th e três companhias do 5/60th) encontravam-se já a caminho de Fuenteguinaldo. As primeiras seguiram pela estrada sobre a qual tinha sido lançado ataque francês, as segundas seguiram por um caminho diferente. Quando a cavalaria francesa começou a penetrar no espaço entre as posições, havendo o risco de envolver e isolar as que tinham sido atacadas, Welington deu ordem a todas as forças para retirarem para Fuenteguinaldo. Em primeiro lugar seguia a artilharia portuguesa, secundada pelo RI 21 que tinha sido mantido em reserva, por sua vez seguido pelos 2/5th e 77th formados num único quadrado por ser esta a formação adequada para a infantaria enfrentar a cavalaria. Por último, seguiam dois esquadrões da KGL que iriam manter a posição inicial o máximo de tempo possível.
Assim que se apercebeu da retirada das forças anglo-lusas, Montbrun iniciou a perseguição. Os dois esquadrões de Hussardos da KGL, perante uma cavalaria muito mais numerosa foram obrigados a retirar para perto do RI 21. Ao fazerem isto, o quadrado formado pelos 2/5th e 77th ficou exposto à força inimiga e foi atacado simultaneamente em três lados. A infantaria britânica manteve-se firme e só abriu fogo quando o inimigo se encontrava a cerca de trinta passos, provocando importantes baixas nos Dragões franceses que retiraram para se reorganizarem. Entretanto o RI 21 veio mais para a retaguarda, também formado em quadrado, e Montbrun decidiu não voltar a utilizar os seus Dragões para atacar a infantaria aliada, preferindo utilizar a sua artilharia para bater aquela força em retirada.
Apesar da eficácia do fogo da artilharia francesa, a infantaria aliada manteve a retirada em boa ordem, durante mais de 9 km. Entretanto chegaram as tropas vindas de Fuenteguinaldo – os Dragões de De Grey que tinham chegado da região do Côa - para apoiar a retirada. Pouco depois, davam entrada no campo entrincheirado que a 4ª Divisão estava a preparar em Fuenteguinaldo.
Nestes combates, nas regiões de Carpio e El Bodón, os Aliados sofreram 151 baixas (12 nos combates em Carpio) e os Hussardos da KGL foram os que mais homens perderam. As baixas da cavalaria francesa não são conhecidas mas Charles Oman faz uma estimativa de pelo menos 200 homens.